# Ям-Ижорское шоссе
Ям-Ижо́рское шоссе́ — крупное шоссе в Пушкинском районе Санкт-Петербурга, на территории поселка Шушары. Проходит от реки Славянки в селе Тярлево до деревни Ям-Ижора. Является продолжением тярлевского Московского шоссе.
Дорога, которая соединяет Царское Село (ныне Пушкин) и дорогу на Москву в Ям-Ижоре, существует как минимум с XIX века. Первый её участок — от Софийского бульвара до реки Славянки на территории Пушкина и Тярлева — носит название Московское шоссе. Остальная часть оставалась безымянной.
31 марта 2008 года участку шоссе от реки Славянки до границы Пушкинского района Санкт-Петербурга и Тосненского района Ленинградской области возле деревни Ям-Ижора было присвоено название Ям-Ижорское шоссе, так как «шоссе ведет в Ям-Ижору».
На Ям-Ижорском шоссе находится селение Нововесь. Однако дома, расположенные там и выходящие на Ям-Ижорское шоссе, пронумерованы по Комсомольской и Новой улицам.